# Felipe Massa
Felipe Massa, född 25 april 1981 i São Paulo, är en brasiliansk racerförare som tidigare körde i Formel 1 där han gjorde sin sista säsong 2017. Massa tävlade i Formel 1 för Williams de sista åren av sin karriär, men han körde tidigare för Ferrari och Sauber. 
Han slutade trea i förar-VM säsongen 2006, fyra 2007 och följde upp det med en andraplats 2008, efter en mycket spännande avslutning på Interlagos i Brasilien. Massa är kanske mest känd för sin seger i just Brasilien 2008, som visade sig bli den sista i karriären, då han så när också vann VM-titeln. Han blev dock snuvad på titeln med en poäng av Lewis Hamilton längre bak på banan, genom dennes omkörning av Timo Glock i sista kurvan på sista varvet. 
Massa skadade sig svårt i Ungern 2009, då han blev träffad i huvudet av en fjäder från Rubens Barrichellos bil. 
Massa är gift med Rafaela Bassi.

## Racingkarriär

### Sammanfattning
Massa debuterade i karting 1990 och i formelbil 1998. Han blev formel Chevrolet-mästare i Brasilien 1999, formel Renault-mästare i Italienska Formel Renault 2000 och Formel Renault Eurocup 2000 samt Euro F3000-mästare 2001.
Massa debuterade i formel 1 för Sauber som deras andreförare 2002. 2003 var han var testförare för Ferrari och 2004 återvände han som andreförare för Sauber. 
Säsongen 2006 ersatte han sin landsman Rubens Barrichello i Ferrari och blev där stallkamrat med Michael Schumacher. Massa kom trea i Europas Grand Prix 2006, vilket var hans första pallplacering i F1. I det efterföljande loppet i Spanien satte Massa sitt första snabbaste varv. Han vann sedan i Turkiet, där han även hade sin första pole position, och i Brasilien, också där från pole position. Massa blev den förste brasilianaren att vinna Brasiliens Grand Prix sedan Ayrton Senna gjorde det 1993.
Säsongen 2007 tog han tre segrar och sex pole position samt satte sex snabbaste varv, vilket resulterade i en fjärdeplats i förar-VM. Den 16 oktober förlängde Ferrari Massas kontrakt till och med säsongen 2010.

### 2002
Säsongen 2002 fick Massa chansen att köra i Sauber när Kimi Räikkönen flyttade till McLaren. Massa lyckades ta poäng redan i sitt andra lopp på den mycket krävande banan i Malaysia. Förväntningarna var sedan lite väl höga på en så ung förare som Massa och det höll på att ödelägga hans formel 1-karriär. Under säsongen blev det fler krascher än poäng för Massa, som fick kämpa mot det ständigt ökande trycket det innebar att ersätta en förare som Räikkönen. Massa tvingades lämna Sauber efter säsongen och blev istället testförare i Ferrari.

### 2004
Säsongen 2004 fick Massa återigen chansen i Sauber tillsammans med den 31-årige och mycket mer rutinerade Giancarlo Fisichella. Massa chocköppnade dock säsongen och utklassade Fisichella. Sedan kom Fisichella tillbaka och imponerade mer än Massa, som dock satte personrekord med en fjärdeplats i Belgien och kvalade in som fyra i Brasilien. Massa körde betydligt bättre än under 2002 och bevisade därmed att han var värd en plats i formel 1. Fisichella flyttade efter säsongen till Renault medan Massa blev kvar i stallet.

### 2005
Säsongen 2005 fick Massa Jacques Villeneuve som ny stallkamrat.
Massa troddes få det tufft men visade att tvivlarna hade fel genom att slå Villeneuve i de flesta loppen under säsongen. Toppnoteringen var en fjärdeplats i Kanada, vilket även var Villeneuves bästa placering under säsongen. Massa slutade på trettonde och Villeneuve på fjortonde plats i förar-VM 2005. När sedan Rubens Barrichello lämnade Ferrari fick Massa överta hans plats. Massas kontrakt med Sauber gick ut och han valde då att fortsätta sin karriär i det klassiska italienska stallet. Det visade sig därefter att Massa hade haft ett parallellt sexårskontrakt med Ferrari från och med 2002, och varit utlånad till det schweiziska stallet, och Ferrari drog nytta av sin option för att signera brasilianaren som tävlingsförare.

### 2006 och genombrottet
Massa fick sitt livs chans 2006. 
Ett ettårskontrakt med Ferrari var för bra för att missa. Han kvalade in som tvåa i premiären i Bahrain, men kom sedan bara nia i racet. 
I Malaysia slog han sin nye stallkamrat Michael Schumacher genom att komma femma. 
I Australien krockade han med Nico Rosberg i Williams i första kurvan och fick bryta. 
I San Marino tog han en imponerande fjärdeplats och slog Kimi Räikkönen i McLaren. Nu började folk ana att något var på gång och det visade också Massa genom att komma trea i Europas Grand Prix och ta sin första pallplats. 
I Spanien kom Massa bara fyra efter Giancarlo Fisichella i Renault som kom trea. Det var inte så lyckat eftersom hans huvuduppdrag var att ta så många poäng som möjligt till konstruktörs-VM genom att slå Fisichella. 
I Monaco kraschade Massa under kvalet och startade näst sist. Han lyckades köra upp sig till en niondeplats. 
I Storbritannien var Massa en liten besvikelse för Ferrari och slutade på femte plats. I Kanada förbättrade han sig något och kom fyra. 
Men i USA slog han an tonen för resten av säsongen genom en imponerande andraplats bakom Schumacher. Massa ledde även loppet strax efter starten och var riktigt glad efteråt. 
I Frankrike tog Massa en tredjeplats efter att under loppet ha tappat en placering till Fernando Alonso. 
I Tyskland tog Massa en andraplats efter att ha skuggat Schumachers hela racet. Nu såg det på allvar ut som om Massa skulle kunna ta en tredjeplats i förarmästerskapet. 
Hans stora segerchanser i Ungern förstördes av regnet. Massa klarade inte alls av situationen och förlorade plats efter plats och slutade på sjunde plats.
I Turkiet tog Massa överraskande pole position. Han ledde tävlingen från start till mål och tog en enkel men ganska överraskande seger. Massa hade tur med säkerhetsbilen, som gjorde att Schumacher fastnade bakom Alonso, trots att han var snabbare.
I Italien blev Massa "blockerad" av Alonso. Massa missade en pole position medan Alonso tvingades starta som tia. Massa blev trots det omkörd av Alonso under loppet och låg precis bakom denne när Alonsos motor gick upp i rök. Massa tvingades tvärbromsa och fick däckproblem och slutade sedan nia i racet. 
I Kina fortsatte Massas otur när han bytte till torrdäck för tidigt och snurrade av banan. I Japan tog han pole position och ledde tävlingen innan han släppte förbi Schumacher. 
Massa fick sedan punktering och tappade andraplatsen till Alonso. 
När Schumachers motor sedan exploderade övertog Alonso ledningen och Massa blev tvåa. Händelsen blev ett smolk i glädjebägaren för Massa som var uppriktigt ledsen för Schumachers och stallets skull efteråt. 
Den sista deltävlingen i Brasilien blev Massas höjdpunkt i karriären. Han tog pole position och körde ifrån de andra och tog sedan sin andra F1-seger inför sina många hemmafans. Han skrev mot slutet av säsongen ett nytt treårskontrakt med Ferrari.

### 2007
Säsongen 2007 fick han Kimi Räikkönen från McLaren som ny stallkamrat, den förare som han en gång ersatte i Sauber. 
Räikkönen fick en mycket högre lön än Massa, men det störde honom inte så mycket. 
Värre var växellådsproblemet som spolierade hans kval i Australien. Han kvalade in på 16:e plats men passade på att byta motor och tvingades därför starta sist. Massa gjorde en stark uppkörning och slutade sexa. I Malaysia tog Massa säsongens första pole, men tappade i starten och gjorde sedan ett frustrerat försök att köra om Lewis Hamilton och hamnade i gräset. Han slutade femma. Massa tog revansch i Bahrain, där han åter tog pole position. Han ledde loppet från start till mål och tog karriärens tredje seger. I Spanien tog han sin tredje raka pole position, satte snabbaste varv och vann även det loppet.
Men sedan började problemen. Han kom inte i närheten av farten som Alonso och Hamilton visade upp i Monaco och blev bara trea. I Kanada blev det värre, där han blev diskvalificerad. När serien kom till USA kom Ferrari och Massa åter igen efter McLarenbilarna, men brassen minimerade skadorna genom att bli trea. I Frankrike kom han och stallet igen starkt. Han tog pole position, satte snabbaste varv och var på väg mot segern men blev bara tvåa efter sin stallkamrat Räikkönen efter att ha blivit hindrad av trafiken under andra halva av loppet. 
I Storbritannien stannade hans bil på startgriden, vilket kostade Massa en pallplacering. Han var dock racets stjärna, eftersom han tog sig från sista till femte plats efter massor av omkörningar. I Europas Grand Prix fick han en kanonstart och höll länge ledningen före Fernando Alonso, innan regnet kom. Alonso klarade sig dock bättre än Massa under de svåra omständigheterna och körde förbi brasilianen, som fick nöja sig med andraplatsen. I Ungern klantade sig teamet och lät Massa köra ut med kalla däck under kvalet och vilket medförde att han fick starta från fjortonde plats. I racet avancerade han bara en placering och blev därför poänglös. Massa kom tillbaka starkt i Turkiet där han tog pole position och vann loppet för andra gången i rad.
Italiens Grand Prix kom dock att döda Massas mästerskapshopp för säsongen. Han låg trea i inledningen, men fick ett hjulupphängningsfel och tvingades bryta tävlingen. Han låg därmed bara 5 poäng bakom Räikkönen, men 23 poäng bakom Hamilton som ledde. I Belgien lyckades han ge Räikkönen understöd i jakten på McLarenförarna och gick i mål som tvåa. I Japan drabbade mängder av olyckor Massa, men mot alla odds kämpade han sig till en sjätteplats efter en omkörning av Robert Kubica på sista varvet, vilket var en ordentlig racingfight, hjul mot hjul under sista varvet. I Kina lyckades han inte slå Alonso, vilket var meningen att han skulle göra och Massa var inte lycklig efteråt. Han hade problem med att hålla bra fart på torrdäcken när alla satt på dessa. I Brasilien gjorde däremot Massa sitt jobb utmärkt och det räckte hela vägen till VM-titel för Räikkönen, som vann med Massa som tvåa.

### 2008
Säsongen 2008 fortsatte Massa i Ferrari. I Australien snurrade han av i den första kurvan efter att ha gasat för tidigt med kalla däck. Sedan dog motorn, men han hade ändå inte kommit bättre än sexa. I Malaysia fortsatte hans problem, då han tappade ledningen till Kimi Räikkönen i samband med det första depåstoppet, och snurrade sedan han av banan i jakten på sin stallkamrat och hans fortsättning i Ferrari började allmänt ifrågasättas. Massa tog dock revansch, genom sin andra raka seger i Bahrain, efter att ha kört om Robert Kubica i BMW, som hade pole position. I Spanien tog han en stabil andraplats och därefter vann han i Turkiet från pole position för tredje gången i rad.
I Monaco startade han från pole position, och drygade ut sin ledning i regnet, men hade otur när säkerhetsbilen kom ut, och tappade sedan ledningen när han fick vattenplaning. Hans segerchanser försvann när det torkade upp och Lewis Hamilton i McLaren-Mercedes både hann tanka och byta till torrdäck samtidigt. 
Massa stannade ute för länge på regndäck och förlorade sedan en duell i depån med Kubica och blev därför trea. I Kanada hade Massa dålig fart. Han tvingades sedan köa i depån när säkerhetsbilen kom ut, fick sedan inget bränsle i bilen men slutade ändå femma i loppet. I Frankrike kvalade Massa in som tvåa bakom Räikkönen och låg bakom honom halvvägs in i loppet när denne fick problem med ett lossnande avgasrör. Massa övertog ledningen och vann därmed sin tredje seger. 
I Storbritannien gjorde Massas ett av sina sämsta lopp där han snurrade av fyra gånger, bland annat redan på det första varvet. Bilen hade troligen torrinställningar i regnet. I Tyskland fick Massa problem med bromsarna och kunde därför inte utnyttja McLarens och Lewis Hamiltons misstag strategimässigt, och slutade på tredje plats. I Ungern, där Massa aldrig blivit bättre än sjua, startade han från den tredje rutan. Han bromsade sig till ledningen redan i den första kurvan, genom en oerhört sen inbromsning, och var sedan snabbast på banan tills det återstod tre varv, då hans motor brann upp. Massa revanscherade sig dock i Valencia där han tog pole position, satte det snabbaste varvet och vann loppet. Det var en dominant seger, som dock hotades av en incident med Adrian Sutil, då han nästan körde in i tysken på väg ut ur depån. På presskonferensen ansåg Massa att Sutil skulle ha flyttat på sig, då han ändå var ett varv efter, men domarna var inte imponerade, och delade ut ett bötesbelopp till teamet, för att ha släppt ut Massa där de gjorde det. Massa fick dock behålla segern. I Belgien fick han segern, efter att Hamilton straffats för att ha kört om Räikkönen utanför banan. Hans egen tävling hade inte varit särskilt lyckad, och händelserna efter loppet blev hårt kritiserade, men Massas seger bestod, då McLaren inte lyckades få igenom sin överklagan. I Italien kom Massa sexa och Hamilton sjua och han var därmed bara en poäng efter Hamilton i VM-tabellen då fyra race återstod.
Massa förlorade med stor sannolikhet titeln på en blunder ifrån Ferrari i samband med det stressade första depåstoppet under en period med säkerhetsbil på banan i Singapore, då han dessförinnan dominerat loppet totalt. Teamets ljussystem signalerade att det var okej att köra iväg, när bränsleriggen i själva verket fortfarande satt i. Massa tvingades vänta på att teamet skulle springa ikapp och ta ut riggen efter att Räikkönen fått service, men han hamnade ändå sist, och då spelade det ingen roll att han hade den snabbaste bilen på banan, då omkörningar i stort sett var omöjliga. Hamilton blev trea i tävlingen, och drog ifrån i totalställningen. I Japan kvalade Massa in som femma, men fick en bra start, bara för att hamna utanför banan i en kedjereaktion på Hamiltons misstag in i den första kurvan. Han kom ut framför Hamilton, men McLaren-föraren försökte köra om, bara för att bli vänd på av Massa när han kom tillbaka på banan efter ett misstag. Bägge blev bestraffade för varsitt regelvidrigt agerande, men Massa räddade ändå en sjunde plats och tog in två poäng på Hamilton, trots att även han blev petad. Massas incident orsakades av att Sébastien Bourdais åkte ut ifrån depån, och svängde in i kurva 1, och petade till Massa, som snurrade. Bourdais blev efter loppet bestraffad, vilket flyttade Massa upp till fransmannens placering. I Kina underpresterade Massa när det verkligen gällde, och blev klart slagen av inte bara Hamilton, utan även en i form återvändande Räikkönen. Kimi låg fem sekunder framför Massa efter det sista depåstoppet, men släppte förbi honom, sedan Massa var Ferraris enda hopp om att vinna titeln. En över sin insats besviken Massa, hade fortfarande chansen att med en seger i det sista loppet; samt ett mindre bra resultat av Hamilton, vinna titeln.
I Brasilien på Massas hemmabana Interlagos skulle titelkampen avgöras. Massa gick in i samma läge som Räikkönen gjort säsongen 2007, då Massa hjälpt finländaren till titeln, och nu hoppades Massa kunna göra likadant, med support av Räikkönen. Han tog pole position, seger och snabbaste varv, och körde ett perfekt race i svåra förhållanden med regn inblandat vid ett par tillfällen. Hamilton hade oväntat stora problem, och förlorade nästan titeln, innan han säkrade den nödvändiga femteplatsen, genom en omkörning av Timo Glock ut ur den sista kurvan, då Glock befann sig på fel däckssort. Massa var världsmästare i en halv minut, och var oerhört besviken över att förlora titeln, och grät på väg ut ur bilen. Han blev dock populär, sedan han inte anklagat Glock för att ha flyttat på sig för Hamilton, sedan han vetat om att Glock befunnit sig på fel däck, och sade att han hoppades kunna vinna titeln i framtiden, och han vara nöjd över att ha gjort alla han kunde ha gjort den dagen.

### 2009
Massa sågs som knapp favorit innan säsongen började, men Ferrarin visade sig inte hålla måttet, och det dröjde länge innan han kunde nå resultat med F60-bilen. Efter ett hyfsat kval i Australien visade Massa prov på vad KERS gav för fördel, genom att gå som en kanon till tredje plats i starten. De mjuka däcken han använde gjorde dock att han tappade nästan fem sekunder per varv, innan han valde att gå in i depån tidigt. Detta depåstopp kostade mängder av tid, och han fick till slut ett tekniskt fel och tvingades bryta. Massa lämnades sedan kvar i depån under Q1 i Malaysia, och missade avancemang, men gjorde ett godkänt race efter förutsättningarna, men missade precis poängplats. Han missade Q3 på grund av bristande fart i Kina, men gjorde ett starkt regnrace, och låg trea när bilen stängde av sig själv bakom säkerhetsbilen, mitt på en raksträcka. En mycket förvånad och besviken Massa tvingades gå tillbaka till depån, istället för en trolig plats bland de fem första. I Bahrain var Massa inte i närheten av att kunna upprepa sina två föregående års segrar, och slog dessutom av framvingen på stallkamraten Kimi Räikkönen i den första kurvan, och fick tillbringa eftermiddagen i mittfältet.
Till Spaniens Grand Prix hade Ferrari uppdaterat bilen, och den passade den medelsnabba banan bra. Massa var snabbast i Q1, följt av en fjärdeplats på startgridden. Tack vare KERS kom Massa förbi Sebastian Vettel i starten, och de bägge låg i tandem under loppet. Massas ingenjörer såg dock felaktigt att han hade för lite bränsle, och han var tvingad att släppa av, vilket ledde till en sjätteplats, vilket senare visade sig inte ha varit nödvändigt. I Monaco kom Massa på fjärde plats, slagen av Räikkönen, men han satte snabbaste varv i sin jakt på en pallplacering. Inte heller i Turkiet klarade Massa av att försvara ett suveränt facit från åren innan, då Ferrarin fortfarande inte fungerade som den skulle i snabba kurvor. Massa blev till slut sexa, efter att inte ha hängt med Jarno Trulli och Nico Rosberg, vilket var en besvikelse för den favorittippade brasilianaren.
Massa gjorde sedan två starka insatser i Storbritannien och Tyskland, då han maximerade bilens potential två gånger om. Från en nionde plats på startrutan på Silverstone, tog sig Massa upp genom KERS i starten, och körde sedan två långa stinter, vilket gav honom möjligheten att bli fyra. Resultatet förbättrades ytterligare på Nürburgring, med en ny kanonstart, samt en stabil körning därefter, där Massa så när lyckades besegra titelkandidaten Vettel. Till slut blev det en tredjeplats, och Massa kom upp på femte plats i VM, innan den nästan katastrofala olyckan inträffade två veckor senare.

### Krasch
Under kvalet i Ungern 2009 tuppade Massa av för en kort stund och kraschade utan chans brutalt in i däcksbarriären. Det visade sig vara en fjäder från landsmannen Rubens Barrichellos bil som hade lossnat och träffat Massa i framsidan av huvudet, precis ovanför det vänstra ögat. När Massa fördes in i ambulansen var han dock vaken och vinkade till åskådarna. En helikopter tog sedan Massa från Hungaroring till ett sjukhus i Budapest. Han ådrog sig en spräckt skalle av fjädern, samt en ordentlig hjärnskakning. Vad som skulle ha hänt om han inte tuppat av med foten på bromsen hade sannolikt inneburit betydligt värre skador, då huvudet redan hade fått en smäll. Kraschen in i däckbarriären skedde i så låg fart att Massa inte ådrog sig ytterligare skador, vilket sannolikt räddade hans liv. Efter en lyckad operation av skallen lades Massa i koma över natten, och väcktes upp tillfälligt dagen därpå för en undersökning som gav ett enligt sjukhuset "ett förväntat och lyckat svar". Det visade att han inte skulle få några bestående inre skador, utan de var mest oroliga för hans syn, vilken sedan visade sig fungera som den skulle. Han vaknade permanent mindre än 48 timmar efter kraschen, och var "vid medvetande, och reagerade på tilltal på alla de tre språk han behärskar". Han gjorde direkt klart att han ville återvända till formel 1 så fort som möjligt. Enligt läkarna där Massa vårdades, bedömdes hans skador inte som livshotande efter bara ett dygn. Han fick åka hem med ett privatplan till Brasilien, efter bara nio dagars inläggning på sjukhuset, där han fördes till ett nytt sjukhus för en lyckad undersökning. Han fick därefter återvända hem, för att vila och sedan åka till Miami för att träffa doktorn Steve Olvey, expert på skador ådragna i samband med motorsport, för nya undersökningar i slutet av augusti, och de undersökningarna skulle ligga till grund för om Massa skulle kunna komma tillbaka redan till hemmatävlingen i Brasilien.

## F1-karriär
| Säsong                 | Stall/Tillverkare      | Placering              | Lopp | Poäng | Etta | Tvåa | Trea | Pole | Varv |
| ---------------------- | ---------------------- | ---------------------- | ---- | ----- | ---- | ---- | ---- | ---- | ---- |
| 2002                   | Sauber-Petronas        | 13                     | 16   | 4     | 0    | 0    | 0    | 0    | 0    |
| 2004                   | Sauber-Petronas        | 12                     | 18   | 12    | 0    | 0    | 0    | 0    | 0    |
| 2005                   | Sauber-Petronas        | 13                     | 19   | 11    | 0    | 0    | 0    | 0    | 0    |
| 2006                   | Ferrari                | 3                      | 18   | 80    | 2    | 3    | 2    | 3    | 2    |
| 2007                   | Ferrari                | 4                      | 17   | 94    | 3    | 4    | 3    | 0    | 6    |
| 2008                   | Ferrari                | 2                      | 18   | 97    | 6    | 2    | 2    | 6    | 3    |
| 2009                   | Ferrari                | 11                     | 10   | 22    | 0    | 0    | 1    | 0    | 1    |
| 2010                   | Ferrari                | 6                      | 19   | 141   | 0    | 2    | 3    | 0    | 0    |
| 2011                   | Ferrari                | 6                      | 19   | 118   | 0    | 0    | 0    | 0    | 2    |
| 2012                   | Ferrari                | 7                      | 20   | 122   | 0    | 1    | 1    | 6    | 6    |
| 2013                   | Ferrari                | 8                      | 19   | 112   | 0    | 0    | 1    | 0    | 0    |
| 2014                   | Williams-Mercedes      | 7                      | 19   | 134   | 0    | 1    | 2    | 1    | 1    |
| 2015                   | Williams-Mercedes      | 6                      | 19   | 121   | 0    | 0    | 2    | 0    | 0    |
| 2016                   | Williams-Mercedes      | 11                     | 21   | 53    | 0    | 0    | 0    | 0    | 0    |
| 2017                   | Williams-Mercedes      | 11                     | 20   | 43    | 0    | 0    | 0    | 0    | 0    |
| Sammanlagt 15 säsonger | Sammanlagt 15 säsonger | Sammanlagt 15 säsonger | 272  | 1167  | 11   | 13   | 17   | 16   | 15   |

| 1. Turkiet 2006 2. Brasilien 2006 3. Bahrain 2007 4. Spanien 2007 5. Turkiet 2007 6. Bahrain 2008 7. Turkiet 2008 8. Frankrike 2008 9. Europa 2008 10. Belgien 2008 11. Brasilien 2008 |

| 1. USA 2006 2. Tyskland 2006 3. Japan 2006 4. Frankrike 2007 5. Europa 2007 6. Belgien 2007 7. Brasilien 2007 8. Spanien 2008 9. Kina 2008 10. Bahrain 2010 11. Tyskland 2010 12. Japan 2012 13. Abu Dhabi 2014 |

| 1. Europa 2006 2. Frankrike 2006 3. Monaco 2007 4. USA 2007 5. Kina 2007 6. Monaco 2008 7. Tyskland 2008 8. Tyskland 2009 9. Australien 2010 10. Italien 2010 11. Korea 2010 12. Brasilien 2012 13. Spanien 2013 14. Italien 2014 15. Brasilien 2014 16. Österrike 2015 17. Italien 2015 |

| 1. Turkiet 2006 2. Japan 2006 3. Brasilien 2006 4. Malaysia 2007 5. Bahrain 2007 6. Spanien 2007 7. Frankrike 2007 8. Turkiet 2007 9. Brasilien 2007 10. Malaysia 2008 11. Turkiet 2008 12. Monaco 2008 13. Europa 2008 14. Singapore 2008 15. Brasilien 2008 16. Österrike 2014 |

| 1. Spanien 2006 2. Ungern 2006 3. Bahrain 2007 4. Spanien 2007 5. Frankrike 2007 6. Europa 2007 7. Belgien 2007 8. Kina 2007 9. Europa 2008 10. Japan 2008 11. Brasilien 2008 12. Monaco 2009 13. Australien 2011 14. Ungern 2011 15. Kanada 2014 |

| 1. Kanada 2007 2. Brasilien 2015 |